# Nettancourt
Nettancourt è un comune francese di 294 abitanti situato nel dipartimento della Mosa nella regione del Grand Est.

## Società

### Evoluzione demografica
Abitanti censiti